# Саттер (округ, Каліфорнія)
Шаблон:StateAbbr_ 39°02′ пн. ш. 121°41′ зх. д. / 39.04° пн. ш. 121.69° зх. д.
Округ Саттер (англ. Sutter County) — округ (графство) у штаті Каліфорнія, США. Ідентифікатор округу 06101.

## Історія
Округ утворений 1850 року.

## Демографія
За даними перепису 
2000 року 
загальне населення округу становило 78930 осіб, зокрема міського населення було 67106, а сільського — 11824.
Серед мешканців округу чоловіків було 39061, а жінок — 39869. В окрузі було 27033 домогосподарства, 19946 родин, які мешкали в 28319 будинках.
Середній розмір родини становив 3,35.
Віковий розподіл населення поданий у таблиці:
| Стать    | До 15 років | 15-21 | 22-29 | 30-39 | 40-49 | 50-65 | 65-85 | Понад 85 |
| -------- | ----------- | ----- | ----- | ----- | ----- | ----- | ----- | -------- |
| Чоловіки | 9864        | 4198  | 4043  | 5736  | 5440  | 5597  | 3852  | 331      |
| Жінки    | 9072        | 4031  | 3876  | 5718  | 5589  | 6011  | 4733  | 839      |

## Суміжні округи
- Б'ютт — північ
- Юба — схід
- Пласер — південний схід
- Сакраменто — південь
- Йоло — південний захід
- Колуса — захід

## Виноски
1. ↑  U.S. Decennial Census. United States Census Bureau. Процитовано 31 травня 2014.
2. ↑  Historical Census Browser. University of Virginia Library. Архів оригіналу за 11 серпня 2012. Процитовано 31 травня 2014.
3. ↑  Population of Counties by Decennial Census: 1900 to 1990. United States Census Bureau. Процитовано 31 травня 2014.
4. ↑  Census 2000 PHC-T-4. Ranking Tables for Counties: 1990 and 2000 (PDF). United States Census Bureau. Процитовано 31 травня 2014.
5. ↑  State & County QuickFacts. United States Census Bureau. Архів оригіналу за 6 червня 2011. Процитовано 6 квітня 2016. [Архівовано 2011-06-06 у Wayback Machine.](англ.) Наведено за англійською вікіпедією.
6. ↑  American FactFinder. Бюро перепису населення США. Архів оригіналу за 26 лютого 2012. Процитовано 31 січня 2008. [Архівовано 2008-05-21 у Wayback Machine.]

| США | Це незавершена стаття з географії США. Ви можете допомогти проєкту, виправивши або дописавши її. |